# Sígfrid Gràcia
Sígfrid Gràcia i Royo (*  27. März 1932 in Gavà; † 23. Mai 2005 ebenda) war ein spanischer Fußballspieler.

## Karriere

### Verein
Gràcia entstammte der Jugendabteilung des FC Barcelona, bei dem er seine gesamte Profikarriere verbrachte. Nachdem er 1949 in die erste Mannschaft aufgerückt war, wurde er bis 1955 auch beim SD España Industrial, dem Reserveteam des FC Barcelona, eingesetzt.
Er gewann mit dem FC Barcelona drei Meisterschaften, viermal den spanischen Pokal, dreimal den Messestädte-Pokal sowie die Copa Eva Duarte, einen Vorläufer der Supercopa de España. Zudem stand er mit seinem Klub im Finale des Europapokals der Landesmeister 1961, welches Barcelona mit 2:3 gegen Benfica Lissabon verlor. Insgesamt bestritt er 231 Ligaspiele, in denen er fünf Tore erzielte.

### Nationalmannschaft
Gràcia debütierte am 28. Juni 1959 beim 4:2 in Chorzów im Qualifikationsspiel für die Europameisterschaft 1960 gegen Polen in der spanischen Nationalmannschaft.
Anlässlich der Weltmeisterschaft 1962 in Chile wurde Gràcia von Nationaltrainer Helenio Herrera in das spanische Aufgebot berufen. Nachdem er im ersten Gruppenspiel gegen die Tschechoslowakei nicht zum Einsatz gekommen war, bestritt er die beiden weiteren Partien der Vorrunde gegen Mexiko und Brasilien. Durch das 1:2 gegen den amtierenden und späteren Weltmeister schieden die Spanier als Gruppenletzte aus dem Turnier aus. Es war zugleich Gràcias letztes von insgesamt zehn Länderspielen.

## Erfolge
- Spanischer Meister: 1953, 1959, 1960
- Spanischer Pokalsieger: 1953, 1957, 1959, 1963
- Messestädte-Pokal: 1958, 1960, 1966
- Copa Eva Duarte: 1953